# Arnold Williams (acteur)
Arnold Williams (1935) is een Amerikaans acteur, die van eind jaren 60 tot 1980 actief was in met name kleine filmrollen en tv-rollen. Zo speelde hij onder meer een taxichauffeur in de Bondfilm Live and Let Die en speelde hij gastrollen in series als Kojak en Ironside.

## Filmografie
- Inside Moves (1980) – Benny
- Mother, Jugs & Speed (1976) – Albert
- Kolchak: The Night Stalker (televisieserie) – Barney (afl. "Primal Scream", 1975, niet op aftiteling)
- Adam-12 (televisieserie) – Danny (afl. "Roll Call", 1974)
- Ironside (televisieserie) – Hugo (afl. "The Double-Edged Corner", 1973)
- Live and Let Die (1973) – taxichauffeur
- Scream Blacula Scream (1973) – Louis
- Kojak (televisieserie) – Mitch Dubois (afl. "One for the Morgue", 1973)
- Across 110th Street (1972) – Glenn W. Fears
- The King of Marvin Gardens (1972) – Rosko
- The Hot Rock (1972) – gevangene (niet op aftiteling)
- The Panic in Needle Park (1971) – Freddy
- Where's Poppa? (1970) – Arnold
- Cotton Comes to Harlem (1970) – Hi Jenks
- The Lost Man (1969) – Terry
- Ironside (televisieserie) – eerste man (afl. "Robert Phillips vs. the Man", 1968)
- Felony Squad (televisieserie) – K.C. (afl. "The Nowhere Man: Part 1 & 2", 1968)